# Villaines-les-Rochers
Villaines-les-Rochers – miejscowość i gmina we Francji, w Regionie Centralnym, w departamencie Indre i Loara.
Według danych na rok 1990 gminę zamieszkiwało 930 osób, a gęstość zaludnienia wynosiła 75 osób/km² (wśród 1842 gmin Regionu Centralnego Villaines-les-Rochers plasuje się na 424. miejscu pod względem liczby ludności, natomiast pod względem powierzchni na miejscu 1021.).